# Shane Kippel
Shane Warren Kippel (4 giugno 1986) è un attore canadese.
Dal 2001-2010, è apparso come un membro del cast nella parte di Gavin "Spinner" Mason su Degrassi: The Next Generation, che è in onda su CTV in Canada e su MTV in Italia. Nel 2010, dopo 9 anni di Degrassi, Kippel è stato eliminato dal cast e non ritornerà nella stagione 10.

## Vita e carriera
Kippel nel 2003 ha interpretato un ruolo nel film "Todd and the Book of Pure Evil".
Ha anche un ruolo ricorrente nella serie "Life with Derek", come il batterista della band "D-Rock". Nel 2010, ha interpretato Davis nel film Pound Dog.
Nella serie Degrassi Kippel interpreta Spinner. Dopo essersi diplomato ha in programma di diventare un poliziotto, ma
l'accademia di polizia non lo prende a causa della sua terapia contro il cancro. Spinner decide di continuare a lavorare al The Dot. Nell'ultima puntata sposa Emma.
Kippel è ebreo e ha un fratello che vive in Israele.